# Nikola Domančić
Nikola Domančić (27. studenoga 1946. – 5. ožujka 2013.) je bio hrvatski slikar i glumac.
Bio je samouki slikar i glumac amater. Dobitnik je Nagrade Grada Staroga Grada za životno djelo. 